# Copa da Liga Escocesa de 2010–11
A Copa da Liga Escocesa 2010-11 é a 65ª edição da segunda maior competição eliminatória de futebol da Escócia, também conhecida como Co-operative Insurance Cup, por razões de patrocínio. A competição começou em Julho de 2010 com a primeira fase e terminará na primavera de 2011 com a final. Rangers é o atual campeão, tendo derrotado o St. Mirren por 1-0, graças a um gol de Kenny Miller na final da edição passada.

## Formato
A competição é no formato de mata-mata. Em cada fase, as partidas são definidas por sorteio aleatório. Haverá prorrogação e disputa de pênaltis para eventuais empates. A competição está aberta para clubes da Scottish Premier League e da Scottish Football League (2ª, 3ª e 4ª divisão). Clubes envolvidos em competições européias passam direto para a terceira fase, para não haver conflitos de dias e horários de jogos.
- Primeira fase: Os 30 times da última temporada da Scottish Football League.
- Segunda fase: Os 15 vencedores da fase anterior e os 7 times da SPL que não se classificaram para competições européias ou foram rebaixados na última temporada (Heart of Midlothian, St. Johnstone, Aberdeen, Hamilton, St. Mirren, Kilmarnock e Falkirk)
- Terceira fase: Os 11 vencedores da fase anterior mais os 5 times da SPL envolvidos em competições européias (Rangers, Celtic, Dundee United, Hibernian e Motherwell).
- Quartas-de-final: Os 8 vencedores da terceira fase.
- Semi-finais: Os 4 vencedores das quartas-de-final.
- Final: Os 2 vencedores das semi-finais.

## Partidas e resultados

### Primeira fase
O sorteio da primeira fase foi feito em 28 de maio de 2010 e os jogos disputados em 31 de julho e 1 de agosto do mesmo ano.
| Equipe 1                     | Total        | Equipe 2        | 1.º jogo | 2.º jogo |
| ---------------------------- | ------------ | --------------- | -------- | -------- |
| Dundee                       | 3-0          | Montrose        | 3-0      | -        |
| Elgin City                   | 3-2 (d.t.e.) | Ayr United      | 3-2      | -        |
| Annan Athletic               | 0-1          | Partick Thistle | 0-1      | -        |
| Stirling Albion              | 1-2          | Forfar Athletic | 1-2      | -        |
| Albion Rovers                | 0-1          | Airdrie United  | 0-1      | -        |
| Ross County                  | 2-1          | Livingston      | 2-1      | -        |
| Stenhousemuir                | 1-3          | Brechin City    | 1-3      | -        |
| Raith Rovers                 | 4-1          | East Fife       | 4-1      | -        |
| Clyde                        | 2-1          | Cowdenbeath     | 2-1      | -        |
| Peterhead                    | 1-0          | Berwick Rangers | 1-0      | -        |
| Stranraer                    | 1-7          | Greenock Morton | 1-7      | -        |
| Queen of the South           | 5-1          | Dumbarton       | 5-1      | -        |
| Inverness Caledonian Thistle | 3-0          | Queen's Park    | 3-0      | -        |
| East Stirlingshire           | 1-2          | Alloa Athletic  | 1-2      | -        |

### Segunda fase
O sorteio foi feito em 6 de agosto de 2010 e os jogos disputados nos dias 24 e 25 do mesmo mês.
| Equipe 1                     | Total                   | Equipe 2            | 1.º jogo                | 2.º jogo |
| ---------------------------- | ----------------------- | ------------------- | ----------------------- | -------- |
| Kilmarnock                   | 6-2                     | Airdrie United      | 6-2                     | -        |
| Brechin City                 | 2-2 (d.t.e.) 3-1 (pen.) | Dundee              | 2-2 (d.t.e.) 3-1 (pen.) | -        |
| Heart of Midlothian          | 4-0                     | Elgin City          | 4-0                     | -        |
| Alloa Athletic               | 0-3                     | Aberdeen            | 0-3                     | -        |
| St. Johnstone                | 2-0                     | Greenock Morton     | 2-0                     | -        |
| Ross County                  | 3-3 (d.t.e.) 4-3 (pen.) | St. Mirren          | 3-3 (d.t.e.) 4-3 (pen.) | -        |
| Inverness Caledonian Thistle | 3-0                     | Peterhead           | 3-0                     | -        |
| Partick Thistle              | 0-1                     | Falkirk             | 0-1                     | -        |
| Queen of the South           | 4-1                     | Forfar Athletic     | 4-1                     | -        |
| Raith Rovers                 | 1-0                     | Hamilton Academical | 1-0                     | -        |
| Dunfermline Athletic         | 3-2                     | Clyde               | 3-2                     | -        |

### Terceira fase
O sorteio foi feito em 31 de agosto de 2010 e os jogos foram disputados em 21 e 22 de setembro.
| Equipe 1      | Total        | Equipe 2                     | 1.º jogo     | 2.º jogo |
| ------------- | ------------ | ---------------------------- | ------------ | -------- |
| Rangers       | 7-2          | Dunfermline Athletic         | 7-2          | -        |
| Kilmarnock    | 3-1          | Hibernian                    | 3-1          | -        |
| Aberdeen      | 3-2          | Raith Rovers                 | 3-2          | -        |
| Falkirk       | 4-3          | Heart of Midlothian          | 4-3          | -        |
| Celtic        | 6-0          | Inverness Caledonian Thistle | 6-0          | -        |
| Ross County   | 1-2 (d.t.e.) | Dundee United                | 1-2 (d.t.e.) | -        |
| St. Johnstone | 3-0          | Queen of the South           | 3-0          | -        |
| Brechin City  | 0-2          | Motherwell                   | 0-2          | -        |

### Quartas-de-final
O sorteio ocorreu em 23 de setembro de 2010 e os jogos foram disputados em 26 e 27 de outubro.
| 26 de Outubro de 2010 | Aberdeen          | 2 – 1     | Falkirk    | Pittodrie Stadium, Aberdeen             |
| 19:45                 | Hartley 64' 90+5' | Relatório | Khalis 33' | Público: 6,710 Árbitro: Stevie O'Reilly |

| 26 de Outubro de 2010 | Motherwell | 1 – 0     | Dundee United | Fir Park, Motherwell                   |
| 19:45                 | Gow 86'    | Relatório |               | Público: 4,838 Árbitro: William Collum |

| 27 de Outubro de 2010 | St. Johnstone             | 2 - 3     | Celtic                     | McDiarmid Park, Perth                 |
| 19:30                 | Parkin 31' · Davidson 54' | Relatório | Stokes 8' 13' · McGinn 12' | Público: 5,151 Árbitro: Craig Thomson |

| 27 de Outubro de 2010 | Kilmarnock | 0 - 2     | Rangers                   | Rugby Park, Kilmarnock               |
| 19:45                 |            | Relatório | Little 25' · Naismith 61' | Público: 7,561 Árbitro: Mike Tumilty |

### Semi-finais
O sorteio aconteceu em 29 de outubro de 2010.
| 29 de Janeiro de 2011 | Aberdeen   | 1-4       | Celtic                                                   | Hampden Park, Glasgow                  |
| 15:00                 | Vernon 61' | Relatório | Commons 6' · Mulgrew 10' · Rogne 21' · Stokes 34' (pen.) | Público: 38,085 Árbitro: Craig Thomson |

| 30 de Janeiro de 2011 | Rangers                | 2-1       | Motherwell | Hampden Park, Glasgow   |
| 19:45                 | Edu 20' · Naismith 75' | Relatório | Lasley 66' | Árbitro: William Collum |

## Final
| 20 de março de 2011 | Celtic     | 1-2       | Rangers                 | Hampden Park, Glasgow                  |
| 15:00               | Ledley 31' | Relatório | Davis 24' · Jelavić 98' | Público: 51,181 Árbitro: Craig Thomson |